# Wafa Ghorbel
Wafa Ghorbel (arabe : وفاء غربال), née le 13 décembre 1975 à Sfax, est une universitaire, écrivaine et autrice-compositrice-interprète franco-tunisienne.

## Biographie
Elle soutient une thèse intitulée Le Mal dans l'œuvre romanesque de Georges Bataille, sous la direction du professeur Henri Béhar à l'université Sorbonne-Nouvelle, et obtient ainsi son doctorat en lettres modernes en 2004. Elle publie des articles consacrés essentiellement à Georges Bataille et Marguerite Duras.
Le Jasmin noir est le premier roman publié de Wafa Ghorbel, en 2016 ; il reçoit le Prix Découverte dans le cadre des Comar d'or 2016. En 2017, Le Tango de la déesse des dunes, suite indépendante de son premier roman, est édité ; il est primé par la Foire internationale du livre de Tunis (ar) et le Centre de recherches, d'études, de documentation et d'information sur la femme (CREDIF). En 2018, la romancière préside le Choix Goncourt de la Tunisie avec l'académicienne Virginie Despentes. En 2019, elle publie sa propre traduction du Jasmin noir en arabe littéraire. En 2020, elle participe à un autre jury littéraire à Tunis, pour l'attribution du Prix de la plume francophone.
En parallèle, elle chante et conçoit des projets musicaux. Elle collabore d'abord avec le pianiste franco-libanais Elie Maalouf et conçoit avec lui un spectacle de reprises de Fairuz baptisé Rhapsodie turquoise, puis avec le jazzman français Édouard Bineau avec qui elle présente un projet intitulé Oriental Jazz Standards qui s'articule autour de standards revisités de Duke Ellington, Miles Davis, Nina Simone, Billie Holiday, Dizzy Gillespie, George Gershwin et Chet Baker. En Tunisie, elle rencontre Mehdi Trabelsi, pianiste de formation classique, avec qui elle conçoit le spectacle Mes tissages.
Elle est par ailleurs membre du Parlement des écrivaines francophones.
En 2023, elle réside à la Maison Jules-Roy à Vézelay pour présenter ses travaux auprès du public de l'Yonne et réaliser un nouveau projet d'écriture.

## Œuvres littéraires
- L'Hétérogène dans les littératures de langue française, Paris, L'Harmattan, coll. « Critiques littéraires », 2015, 296 p. (ISBN 978-2-343-07386-6)[18], avec Isabelle Chol ;
- Le Jasmin noir, Tunis, Maison tunisienne du livre, 2016, 237 p. (ISBN 978-9938-890-60-0)[19],[20],[21],[22], avec traduction en anglais[23] et en roumain[24].
- Le Tango de la déesse des dunes, Tunis, Maison tunisienne du livre, 2017, 284 p. (ISBN 978-9938-942-01-9)[25],[26] ;
- (ar) الياسمين الأسود [« Le Jasmin noir »], Tunis, Maison tunisienne du livre,‎ 2019, 212 p.[27] ;
- Fleurir, Tunis, Kalima Éditions, 2024, 416 p. (ISBN 978-9938-75-056-0)[28].

## Prix littéraires
- 2016
  - Prix Découverte des Comar d'or pour Le Jasmin noir[1] ;
  - Prix de la Fête annuelle des écrivains de la région de Sfax pour Le Jasmin noir[1] ;
- 2018
  - Prix Béchir-Khraïef de création littéraire dans le roman – prix de la Foire internationale du livre de Tunis pour Le Tango de la déesse des dunes[29] ;
  - Prix Zoubeida-Bchir – prix de la création littéraire en langue française du CREDIF pour Le Tango de la déesse des dunes[30],[9].
- 2024
  - Prix spécial du jury des Comar d'or pour Fleurir[31]

## Spectacles
- 2004-2006 : Rhapsodie turquoise, en duo avec le pianiste Elie Maalouf[32] ;
- 2006-2007 : Oriental Jazz Standards, en duo avec le pianiste Édouard Bineau[14] ;
- 2015-2024 : Mes tissages, avec le pianiste Mehdi Trabelsi[33] et le oudiste Hichem Ktari[34] ;
- 2024 : Nuits blues avec le pianiste Mehdi Trabelsi et le oudiste Hichem Ktari[35].